# 後藤園太郎
後藤園太郎（ごとう そのたろう、1844年5月23日（天保15年4月7日） - 1904年（明治37年）7月16日）は、三重県の地方自治体の首長で政治家である。川越村初代村長。現在の三重郡川越町の自治功労者。三重郡川越村北福崎地区出身。名前の読みは「えんたろう」とも。

## 年譜
1844年（天保15年）4月7日に桑名藩領の伊勢国朝明郡北福崎村（現在の三重県三重郡川越町北福崎地区）に誕生する。後藤家は代々里正（郷里制の里の長。庄屋や村長の職役の意味）の家柄であった。温良の資質で農耕に励み、勤勉倹約で貯蓄をして川越村々の郷土の見本となっていた。1889年（明治22年）の市町村制の成立で川越村が誕生すると初代川越村長に推薦される。率先して川越村役場に新築議論を提唱して、1902年（明治35年）に南福崎小学校・豊田小学校・当新田小学校の川越村内の3つの小学校を統一して川越村立川越小学校として教育の進歩発展を図る。また、中彦新田の築地に漁業方法の改良と、亀崎新田の再生にも当たった。1904年（明治37年）5月1日に病で倒れ、同年7月16日に死去した。川越村民は後藤村長の病気の事を知らなかった。

## 家族
- 息子（8男）の後藤房吉は1890年（明治23年）に生まれた後継者である。富田中学校（現在の三重県立四日市高等学校）卒業後に三重師範学校夜間学部（2部）で学び、川越村から転居して尋常小学校で約10年間教師を務めた後、川越村会議員・川越青年団長として父の遺志を継いでいる。